# 铁路经济开发区
铁路经济开发区是中华人民共和国湖北省黄冈市蕲春县下辖的一个类似乡级单位。

## 行政区划
下辖以下地区：
马铺村、三渡村和邓信村。